# Parc de la Guineueta
El parc de la Guineueta es troba al barri del mateix nom, al Districte de Nou Barris de Barcelona. Va ser creat al 1971 per Joaquim Casamor, director de Parcs i jardins de Barcelona, i pren el nom d'una antiga masia anomenada Can Guineueta.

## Descripció

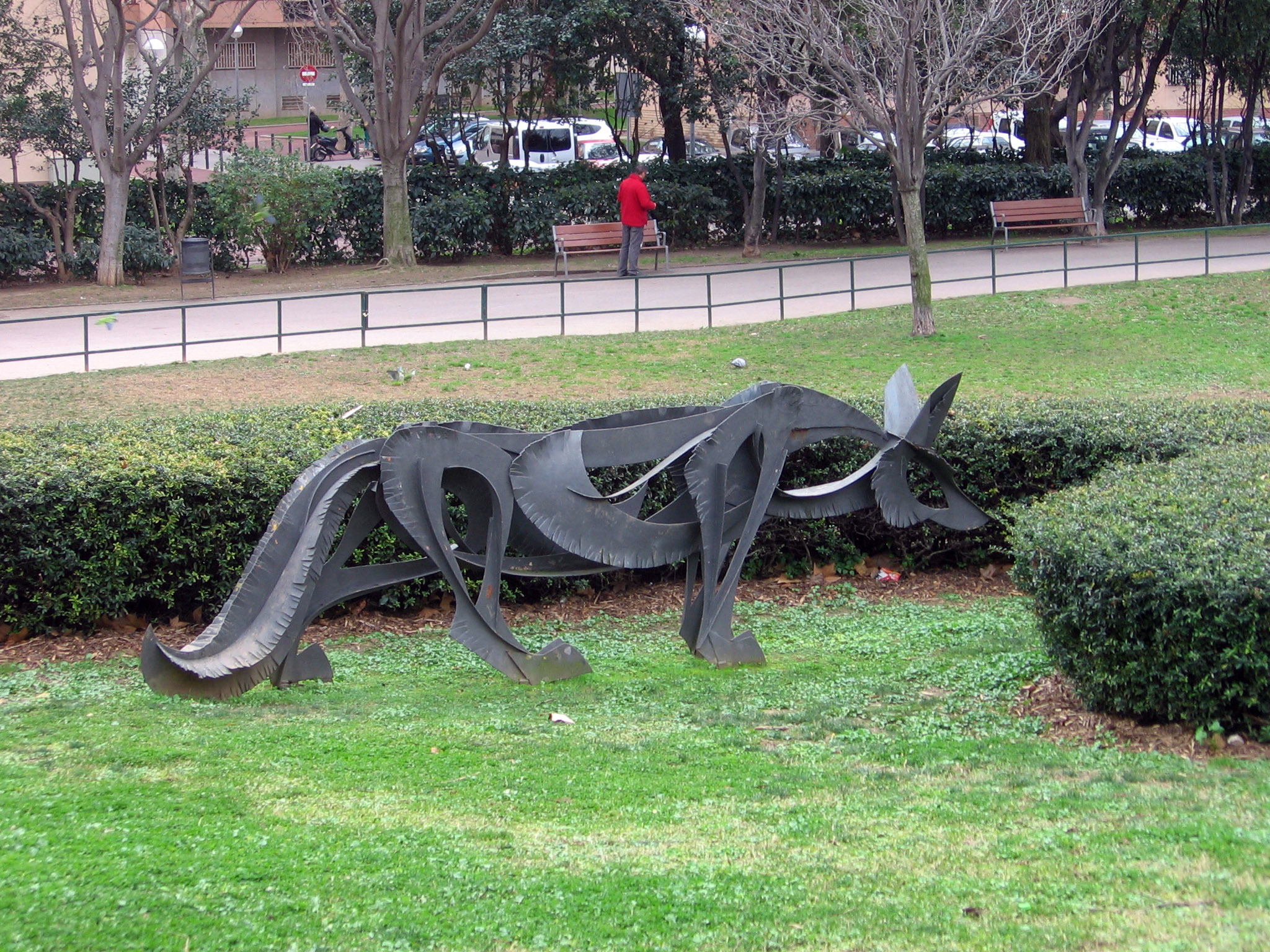
Guineu, de Julià Riu i Serra

Bust de Blas Infante

S'estén de manera lineal entre els blocs d'edificis dels barris de la Guineueta i del Verdun, en un terreny que antigament va ser un barranc. En la part superior, que dona a la Ronda de Dalt, es troba un camp de futbol i diversos equipaments esportius, mentre que en la inferior es troba la part més enjardinada del parc, on al costat d'un llac es troba el principal monument del parc, l'escultura Guineu, de Julià Riu i Serra, en honor del barri. També es troba en el seu recinte el Monument a Blas Infante, compost per un fris amb vuit columnes truncades que representen les vuit províncies andaluses, obra de Josep Lluís Delgado, sufragat pel Centre Andalús de Barcelona el 1982, al que es va afegir un bust del polític andalucista el 1995, obra de Xavier Cuenca Iturat. La part inferior i superior estan comunicades per dos camins paral·lels que es bifurquen en la part alta del parc, entre els quals es troba un bosquet paisatgístic. A la part dreta s'obren diverses places que serveixen d'espais lúdics i de reunió, una d'elles porta el nom de Jardins de San Juan de Puerto Rico, que va ser el nom inicial del parc. El recinte disposa també de bar, zones de pícnic, àrea infantil, pistes de petanca, taules de ping-pong i una àrea per a gossos. També s'hi troba el col·legi IES La Guineueta.

### Vegetació
Entre les espècies presents al parc destaquen: la palmera washingtonia (Washingtonia filifera), el pi blanc (Pinus halepensis), l'acàcia borda (Robinia pseudoacacia), la iuca (Yucca elephantipes i Yucca gloriosa), la xicranda (Jacaranda mimosifolia), l'arbre de l'amor (Cercis siliquastrum), la bauhínia (Bauhinia forficata), el fals pebrer (Schinus molle), la palmera datilera (Phoenix dactylifera), el cedre de l'Himàlaia (Cedrus deodara), la tuia (Thuja orientalis), el lledoner (Celtis australis), el pi pinyer (Pinus pinea), el plàtan (Platanus x hispanica), l'olivera (Olea europaea), el ginjoler (Ziziphus jujuba), etc.